# Brescia Calcio
Brescia Calcio, thường được gọi là Brescia (phát âm tiếng Ý: [ˈbreʃʃa ˈkaltʃo]), là một câu lạc bộ bóng đá Ý có trụ sở tại Brescia, Lombardy, và hiện đang chơi ở Serie B.
Câu lạc bộ giữ kỷ lục về tổng số mùa (61) và các mùa liên tiếp (18, từ 1947-48 đến 1964-65) ở Serie B, họ đã giành được ba danh hiệu. Thành tích tốt nhất của họ ở Serie A đến ở mùa giải 2000-01 khi họ xếp thứ bảy. Vào đầu thiên niên kỷ mới, dẫn đầu bởi người chiến thắng Quả bóng Vàng năm 1993, Roberto Baggio, câu lạc bộ cũng đủ điều kiện tham dự Intertoto Cup hai lần, lọt vào trận chung kết năm 2001 nhưng bị Paris Saint-Germain đánh bại.
Màu sắc của đội là xanh và trắng. Sân vận động của đội là sân Mario Rigamonti 19.550 chỗ ngồi. 

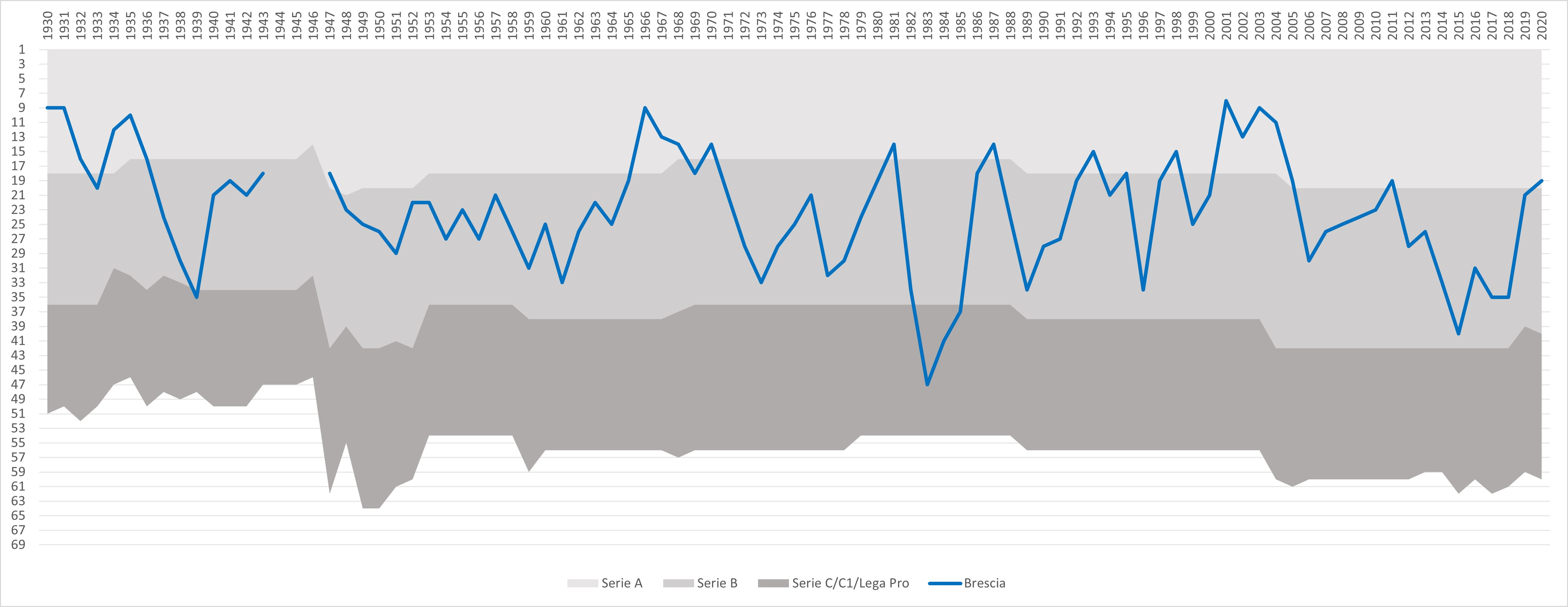
Sự tiến bộ của Brescia trong cấu trúc giải bóng đá Ý kể từ mùa giải đầu tiên của Serie A thống nhất (1929/30).

## Lịch sử
Đội bóng được thành lập vào năm 1911 với tên Câu lạc bộ bóng đá Brescia, gia nhập giải Terza Cargetoria cùng năm. Năm 1913, Brescia được thăng hạng Nhất lần đầu tiên và từ năm 1929, đội chơi ở Serie A trong sáu trong bảy mùa tiếp theo. Kế tiếp, câu lạc bộ đã chơi giữa hai bộ phận hàng đầu cho đến năm 1982, khi Brescia bị xuống hạng ở Serie C1. Câu lạc bộ sau đó trở lại Serie B vào năm 1985. Brescia tham gia hai giải đấu quốc gia Lega Calcio (A và B) chỉ bốn năm: theo khía cạnh này, chỉ có 11 câu lạc bộ ở tất cả các nước Ý có hiệu suất tốt hơn. 

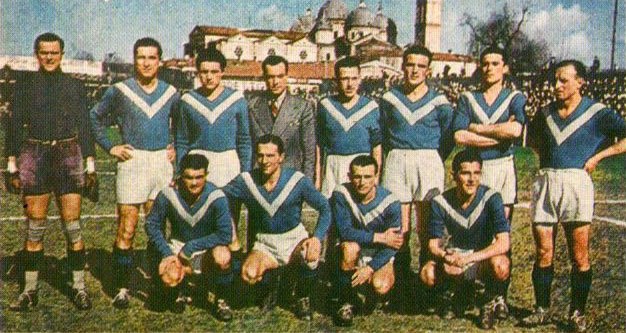
1940-41 Brescia

Brescia giành Cup Anh-Ý năm 1994, thành tích đáng chú ý nhất trong toàn bộ lịch sử của họ cho đến nay. Brescia thực sự đã lên đỉnh bóng đá chỉ vào năm 2000, khi câu lạc bộ chưa từng có trước đó đã ký hợp đồng với cựu cầu thủ FIFA World của năm, Roberto Baggio, người đã dẫn dắt Brescia về đích thứ bảy trong mùa giải 2000-01, do đó đủ điều kiện tham dự UEFA Intertoto Cốc. Liên tiếp, Brescia đạt đến trận chung kết Cúp Intertoto, sau đó thua Paris Saint-Germain theo xa mục tiêu loại trừ sau khi đạt được một 0-0  đi vẽ ở trận lượt đi và 1-1  bốc thăm tham dự lượt về ở sân nhà. Baggio đã trải qua bốn năm tại Brescia trước khi nghỉ hưu vào năm 2004 và trong bốn năm lịch sử đó, Brescia được biết đến rộng rãi với tên gọi "Baggio's Brescia". Trong suốt bốn năm thi đấu của Baggio với Brescia, câu lạc bộ đã thi đấu tốt ở Serie A. Trong mùa giải tiếp theo sau khi nghỉ hưu của Baggio (2004-05), Brescia đã bị xuống hạng từ Serie A vào ngày cuối cùng, vị trí thứ 19. Brescia đã phải vật lộn để trở lại Serie A sau khi xuống hạng và cuối cùng trở lại Serie A sau khi đánh bại Torino với tổng cộng 2 - 1 trong mùa giải 2009-10. Tuy nhiên, trong mùa giải 2010-11, họ đã bị xuống hạng trở lại Serie B. Trong mùa giải 2014-15, họ đã xuống hạng Lega Pro sau khi kết thúc thứ hai từ dưới đếm lên. Tuy nhiên, sau tuyên bố phá sản và giáng chức của Parma xuống Serie D, Brescia là một trong những đội được chọn để thay thế họ ở Serie B. Một cơ hội thăng hạng mới cho Serie A đã được hiện thực hóa trong mùa giải 2018-19, trước hai vòng đấu.
Huấn luyện viên hai lần giành cú ăn ba Pep Guardiola, Gheorghe Hagi người Romania, tiền đạo Luca Toni và nhà soạn kịch Andrea Pirlo - sinh ra ở Brescia - cũng đã dành thời gian chơi cho câu lạc bộ.

## Màu sắc và huy hiệu

### Màu sắc và bộ
Brescia đầu tiên vào năm 1911 có màu xanh lam (màu quốc gia) với sọc dọc màu trắng dày ở giữa, một thiết kế đã trở lại cho mùa trăm năm 2011. Sự xuất hiện đầu tiên của chữ "V" màu trắng là vào năm 1927; thêm vào để đội có thể sử dụng Sân vận động, ngôi nhà mới được xây dựng của một đội khác, Virtus. Phong cách này vẫn duy trì cho đến năm 1940 khi chữ "V" được gỡ bỏ và áo sơ mi màu xanh trơn được sử dụng.
Một số thay đổi đáng kể sau Thế chiến II chứng kiến chiếc áo trở nên trắng trơn với quần short màu xanh. Điều này chỉ tồn tại trong một thời gian ngắn và vào năm 1954, chiếc áo sơ mi màu xanh trơn trở lại. Chữ "V" màu trắng cuối cùng cũng trở lại vào năm 1961 như một sự thể hiện thiện chí của chủ tịch mới vào thời điểm đó.
Chữ "V" biến mất một lần nữa vào năm 1969; được thay thế bằng một khung trắng chéo, và trở lại, nhưng nhỏ hơn nhiều, vào năm 1974 trong hai năm. Chữ "V" nằm ở trung tâm với hình ảnh của sư tử, biểu tượng của thành phố Brescia. Chiếc áo vẫn giữ nguyên màu xanh cho đến năm 1991, khi chữ "V" trở lại và được sử dụng kể từ đó.

### Huy hiệu

Huy hiệu trước đó được đeo từ những năm 1980 cho đến năm 2010

Huy hiệu được thiết kế lại cho năm trăm năm 2011

Huy hiệu đầu tiên xuất hiện trên trang phục Brescia vào những năm 1980; một mào màu xanh với một phác thảo vàng có hình con sư tử. Thành phố Brescia được gọi là Leonessa d'Italia (Sư tử Ý) sau mười ngày nổi dậy diễn ra tại thành phố vào mùa xuân năm 1849 chống lại sự cai trị của Áo.
Cổ áo đã được thay đổi trong suốt một trăm năm của Brescia Calcio vào năm 2011, với khả năng thu hút thị hiếu cao hơn, lá cây và thiết kế lại đáng kể của logo cũ.
Cấu hình dày của lá chắn vàng và cành nguyệt quế bao quanh huy hiệu là trong lễ kỷ niệm thuần túy đạt được 100 năm tuổi. Chữ đã thay đổi có lợi cho một phông chữ theo phong cách của thời kỳ khi đội được thành lập.

Con sư tử, do hiểu lầm về lịch sử, nhiều người tin rằng nó là một con sư tử (định nghĩa của Leonessa d'Italia được giao cho Brescia sau các cuộc nổi dậy, nhưng con sư tử như một biểu tượng của Brescia có từ thời Cộng hòa Venice), đã phải thiết kế lại hoàn toàn nhằm khắc phục một số lỗi trong biểu tượng huy hiệu (không có móng tay, yếu cơ và cong vẹo của đuôi) và để khôi phục một con sư tử trông hung dữ và mạnh mẽ hơn, biểu tượng mà một đội bóng đá nên có.
- 1913/14 – North League Qualifying round Group E 5th place
- 1914/15 – North League Qualifying round Group E 3rd place
- 1915/19 – league suspended due to World War I
- 1919/20 – North League-Lombardia Group A runner-up, Semifinal Round Group B 5th place
- 1920/21 – North League-Lombardia Group E 3rd place
- 1921/22 – North League Group B 11th place
- 1922/23 – North League Group C 7th place
- 1923/24 – 1st division Group A 10th place
- 1924/25 – 1st division Group A 10th place
- 1925/26 – 1st division Group A 8th place
- 1926/27 – 1st division Group A 7th place
- 1927/28 – 1st division Group A 5th place
- 1928/29 – 1st division Group B runner-up
- 1929/30 – Serie A 9th place
- 1930/31 – Serie A 9th place
- 1931/32 – Serie A17th place, relegated to Serie B
- 1932/33 – Serie B runner-up, promoted to Serie A
- 1933/34 – Serie A 12th place
- 1934/35 – Serie A 10th place
- 1935/36 – Serie A bottom, relegated to Serie B
- 1936/37 – Serie B 7th place
- 1937/38 – Serie B 14th place, relegated to Serie C
- 1938/39 – Serie C, promoted to Serie B
- 1939/40 – Serie B 5th place
- 1940/41 – Serie B 3rd place
- 1941/42 – Serie B 5th place
- 1942/43 – Serie B runner-up, promoted to Serie A
- 1943/45 – league suspended due to World War II
- 1945/46 – Serie A 4th place
- 1946/47 – Serie A 18th place, relegated to Serie B group A
- 1947/48 – Serie B Group A runner-up
- 1948/49 – Serie B 5th place
- 1949/50 – Serie B 6th place
- 1950/51 – Serie B 9th place
- 1951/52 – Serie B runner-up
- 1952/53 – Serie B 4th place
- 1953/54 – Serie B 9th place
- 1954/55 – Serie B 5th place
- 1955/56 – Serie B 7th place
- 1956/57 – Serie B third place
- 1957/58 – Serie B 8th place
- 1958/59 – Serie B 13th place
- 1959/60 – Serie B 7th place
- 1960/61 – Serie B 15th place
- 1961/62 – Serie B 8th place
- 1962/63 – Serie B 4th place
- 1963/64 – Serie B 7th place
- 1964/65 – Serie B Champion, promoted to Serie A
- 1965/66 – Serie A 9th place
- 1966/67 – Serie A 13th place
- 1967/68 – Serie A 14th place, relegated to Serie B
- 1968/69 – Serie B runner-up, promoted to Serie A
- 1969/70 – Serie A 14th place, relegated to Serie B
- 1970/71 – Serie B 5th place
- 1971/72 – Serie B 12th place
- 1972/73 – Serie B 17th place
- 1973/74 – Serie B 12th place
- 1974/75 – Serie B 9th place
- 1975/76 – Serie B 5th place
- 1976/77 – Serie B 16th place
- 1977/78 – Serie B 14th place
- 1978/79 – Serie B 8th place
- 1979/80 – Serie B third place, promoted to Serie A
- 1980/81 – Serie A 14th place, relegated to Serie B
- 1981/82 – Serie B 18th place, relegated to Serie C/1A
- 1982/83 – Serie C/1A 11th place
- 1983/84 – Serie C/1A 5th place
- 1984/85 – Serie C/1A Champion, promoted to Serie B
- 1985/86 – Serie B runner-up, promoted to Serie A
- 1986/87 – Serie A 14th place, relegated to Serie B
- 1987/88 – Serie B 8th place
- 1988/89 – Serie B 16th place
- 1989/90 – Serie B 10th place
- 1990/91 – Serie B 9th place
- 1991/92 – Serie B Champion, promoted to Serie A
- 1992/93 – Serie A 16th place, relegated to Serie B
- 1993/94 – Serie B third place, promoted to Serie A
- 1994/95 – Serie A bottom, relegated to Serie B
- 1995/96 – Serie B 16th place
- 1996/97 – Serie B first place, promoted to Serie A
- 1997/98 – Serie A 15th place, relegated to Serie B
- 1998/99 – Serie B 7th place
- 1999/2000 – Serie B third place, promoted to Serie A
- 2000/01 – Serie A 8th place
- 2001/02 – Serie A 14th place, 2001 Intertoto Cup runner-up
- 2002/03 – Serie A 10th place
- 2003/04 – Serie A 11th place
- 2004/05 – Serie A 19th place, relegated to Serie B
- 2005/06 – Serie B 10th place
- 2006/07 – Serie B 6th place
- 2007/08 – Serie B 5th place
- 2008/09 – Serie B 4th place, lost promotion playoff final to Livorno
- 2009/10 – Serie B 3rd place, won promotion play-off final against Torino, promoted to Serie A
- 2010/11 – Serie A 19th place, relegated to Serie B
- 2011/12 – Serie B 9th place
- 2012/13 – Serie B 6th place, lost promotion playoff semi-final to Livorno
- 2013/14 – Serie B 13th place
- 2014/15 – Serie B 21st place
- 2015/16 – Serie B 11th place
- 2016/17 – Serie B 15th place
- 2017/18 – Serie B 16th place
- 2018/19 – Serie B. Promoted to Serie A

## sân vận động
Sân chơi đầu tiên mà bóng đá được chơi ở Brescia là Campo Fiera, nơi các công nhân người Anh tại nhà máy Tempini chơi trong giờ nghỉ của họ.
Năm 1911, trong sự phấn khích của nền tảng của câu lạc bộ mới, người ta cho rằng một khu đất có hàng rào được xây dựng ngay sau đó trên Via Milano.
Năm 1920, việc khai trương vùng đất mới trên Via Cesare Ngànhroso, Brescia, được sử dụng cho đến năm 1923. Từ năm 1923 đến năm 1959, đội đã chuyển đến một cơ sở hiện đại hơn và lớn hơn tại Porta Venezia (lúc đó là Via Naviglio), được xây dựng cho câu lạc bộ thể thao Virtus của thị trấn và được gọi là "Sân vận động".
Đó là vào năm 1956, thành phố đã có ý tưởng chuyển câu lạc bộ đến một sân vận động phù hợp hơn để tổ chức các trận đấu của Serie B.
Họ bắt đầu cải tạo và xây dựng các khán đài đến mặt đất hiện có tại Via Giovanni Novagani. Điều này đã được hoàn thành vào năm 1959 và Brescia bắt đầu thi đấu sân nhà trong sân vận động Mario Rigamonti mới (được đặt theo tên của người chơi Torino, Mario Rigamonti, người đã chết trong thảm họa hàng không Superga).
Trong những năm qua, sân vận động đã trải qua nhiều lần tân trang (xây dựng mái nhà, phòng thay đồ, v.v.), trong đó quan trọng nhất là vào năm 2007 với việc cài đặt các biện pháp an ninh mới.

## Cầu thủ

### Đội hình hiện tại
Tính đến ngày 17/1/2024
Ghi chú: Quốc kỳ chỉ đội tuyển quốc gia được xác định rõ trong điều lệ tư cách FIFA. Các cầu thủ có thể giữ hơn một quốc tịch ngoài FIFA.
| Số | VT | Quốc gia  | Cầu thủ                              |
| -- | -- | --------- | ------------------------------------ |
| 1  | TM | Ý         | Luca Lezzerini                       |
| 3  | HV | Pháp      | Matthieu Huard                       |
| 4  | TV | Ý         | Fabrizio Paghera                     |
| 5  | TV | Hà Lan    | Tom van de Looi                      |
| 6  | HV | Algérie   | Mohamed Farès (mượn từ Lazio)        |
| 7  | TV | Iceland   | Birkir Bjarnason                     |
| 9  | TĐ | Ý         | Flavio Bianchi                       |
| 11 | TĐ | Ý         | Gabriele Moncini                     |
| 12 | TM | Ý         | Simone Cortese                       |
| 14 | TV | Ý         | Massimiliano Mangraviti              |
| 15 | HV | Ý         | Andrea Cistana                       |
| 16 | HV | Ý         | Raffaele Cartano (mượn từ Carrarese) |
| 18 | HV | Thụy Điển | Alexander Jallow                     |
| 20 | TV | Ý         | Patrick Nuamah                       |

| Số | VT | Quốc gia | Cầu thủ                              |
| -- | -- | -------- | ------------------------------------ |
| 21 | TV | Ý        | Riccardo Fogliata                    |
| 22 | TM | Ý        | Lorenzo Andrenacci                   |
| 23 | TV | Ý        | Nicolas Galazzi                      |
| 24 | HV | Ý        | Lorenzo Dickmann (mượn từ SPAL)      |
| 25 | TV | Ý        | Dimitri Bisoli (đội trưởng)          |
| 26 | TV | Ý        | Massimo Bertagnoli                   |
| 27 | TV | Ý        | Giacomo Olzer                        |
| 28 | HV | Ý        | Davide Adorni                        |
| 29 | TĐ | Ý        | Gennaro Borrelli (mượn từ Frosinone) |
| 30 | TV | Ý        | Michele Avella (mượn từ Frosinone)   |
| 31 | TĐ | Ý        | Matteo Ferro                         |
| 32 | HV | Ý        | Andrea Papetti                       |
| 33 | HV | Albania  | Zylyf Muça                           |
| 39 | TV | Ý        | Michele Besaggio                     |

### Cho mượn
Ghi chú: Quốc kỳ chỉ đội tuyển quốc gia được xác định rõ trong điều lệ tư cách FIFA. Các cầu thủ có thể giữ hơn một quốc tịch ngoài FIFA.
| Số | VT | Quốc gia | Cầu thủ                                                                 |
| -- | -- | -------- | ----------------------------------------------------------------------- |
| —  | HV | Ý        | Giorgio Licini (Cho Ciliverghe mượn đến ngày 30 tháng 6 năm 2020)       |
| —  | TV | Ý        | Simone Ferrari (Cho Pergolettese mượn đến ngày 30 tháng 6 năm 2020)     |
| —  | TV | Ý        | Leonardo Morosini (Cho Ascoli Calcio mượn đến ngày 30 tháng 6 năm 2020) |

| Số | VT | Quốc gia | Cầu thủ                                                              |
| -- | -- | -------- | -------------------------------------------------------------------- |
| —  | TĐ | Ý        | Matteo Cortesi (Cho Giana Erminio mượn đến ngày 30 tháng 6 năm 2020) |
| —  | TĐ | Ý        | Lorenzo Faini (Cho Pergolettese mượn đến ngày 30 tháng 6 năm 2020)   |

### Số áo đã nghỉ hưu
Ghi chú: Quốc kỳ chỉ đội tuyển quốc gia được xác định rõ trong điều lệ tư cách FIFA. Các cầu thủ có thể giữ hơn một quốc tịch ngoài FIFA.
| Số | VT | Quốc gia | Cầu thủ                            |
| -- | -- | -------- | ---------------------------------- |
| 10 | TĐ | Ý        | Roberto Baggio (2000–04)           |
| 13 | HV | Ý        | Vittorio Mero (1998–02, truy tặng) |

## Danh hiệu
- Coppa dell'Amicizia:
  - Vô địch (1): 1967
- Cúp Anh-Ý:
  - Vô địch (1): 1993-94
- Cúp Liên đoàn UEFA:
  - Á quân (1): 2001
- Serie B:
  - Vô địch (3): 1964-65, 1991-92, 1996-97
  - Á quân (4): 1932-33, 1942-43, 1968-69, 1985
  - Thăng hạng (4): 1979-80, 1993-94, 1999-2000, 2009-10
- Serie C / C1:
  - Vô địch (2): 1938-39, 1984-85

## Nhà tài trợ và nhà sản xuất áo
| Giai đoạn | Nhà sản xuất trang phục bóng đá | Nhà tài trợ áo                                                       |
| --------- | ------------------------------- | -------------------------------------------------------------------- |
| 1978      | Umbro                           | không ai                                                             |
| 1979-1981 | Hoàng tử xứ Wales               | không ai                                                             |
| 1981-82   | Umbro                           | Inoxriv                                                              |
| 1982-83   |                                 | Cổng nước                                                            |
| 1983-1986 | Công báo                        | Vây sinh thái                                                        |
| 1986-1988 | Công báo                        | Wuhrer                                                               |
| 1988      | Công báo                        | Cổng nước                                                            |
| 1989-1990 | Công báo                        | ĐOÀN                                                                 |
| 1990–91   | Thể thao Bontemoi               | không ai                                                             |
| 1991–1994 | Cổng thông tin                  | TAXI                                                                 |
| 1994–95   | ABM                             | TAXI                                                                 |
| 1995–96   | ABM                             | Cực                                                                  |
| 1996–97   | ABM                             | Brescialat                                                           |
| 1997–98   | Erreà                           | Ristora                                                              |
| 1998–2001 | Đồng hồ thông minh              | Ristora                                                              |
| 2001–2002 | Đồng hồ thông minh              | Banca Lombarda                                                       |
| 2002–2004 | Umbro                           | Banca Lombarda                                                       |
| 2004-05   | Kappa                           | Banca Lombarda                                                       |
| 2005-06   | Kappa                           | Banca Lombarda (Banco di Brescia)                                    |
| 2006-07   | Á CHÂU                          | Banca Lombarda (Banco di Brescia)                                    |
| 2007-2009 | Á CHÂU                          | UBI Banca (Banco di Brescia) - Bregoli                               |
| 2009-2010 | Khối lượng                      | UBI Banca (Banco di Brescia) - Bresciani                             |
| 2010-2011 | Khối lượng                      | UBI Banca (Banco di Brescia) - Công nghệ (T-Logic) - Falar - Tescoma |
| 2011-2012 | Khối lượng                      | UBI Banca (Banco di Brescia) - Sama                                  |
| 2012-13   | Givova                          | UBI Banca (Banco di Brescia) - Sama                                  |
| 2013-14   | Adidas                          | UBI Banca (Banco di Brescia) - Tescoma                               |
| 2014 2015 | Joma                            | UBI Banca (Banco di Brescia) - Falar                                 |
| 2015-2017 | Acerbis                         | UBI Banca (Banco di Brescia)                                         |
| 2017-18   | Acerbis                         | UBI Banca                                                            |

## liên kết ngoài
- Trang web chính thức của Brescia (tiếng Ý)